# Silvio Tozzi
Silvio Tozzi (Piombino, 14 aprile 1908 – Pietra Ligure, 31 gennaio 1986) è stato un lottatore italiano.

## Biografia
Nato nel 1908 a Piombino, in provincia di Livorno, gareggiava nella lotta greco-romana, nella classe di peso dei pesi leggeri (66 kg) o pesi welter (72 kg).
Nel 1929 vinse la medaglia di bronzo nei 67,5 kg agli Europei di Dortmund, arrivando dietro al tedesco Eduard Sperling e allo svedese Torsten Bergström.
A 24 anni partecipò ai Giochi olimpici di Los Angeles 1932, nella lotta greco-romana, pesi leggeri, perdendo il 1º turno per caduta contro il finlandese Aarne Reini, infortunandosi nel corso della sfida e dovendo ritirarsi.
4 anni dopo prese parte di nuovo alle Olimpiadi, quelle di Berlino 1936, nella lotta greco-romana, pesi welter, vincendo il 1º turno per caduta contro il greco Dimitrios Zakharias e il 2º per decisione con il cecoslovacco Karel Zvonař, perdendo il 3º per caduta contro il finlandese Eino Virtanen, poi bronzo, e il 4º turno ancora per caduta con il tedesco Fritz Schäfer, poi argento, terminando 5º totale.
Dopo il ritiro fu anche allenatore.

## Palmarès

### Europei
- 1 medaglia:
  - 1 bronzo (Lotta greco-romana 67,5 kg a Dortmund 1929)